# Бердянське (селище)
Бердя́нське — селище в Україні, у Бердянському районі Запорізької області. Населення становить 478 осіб.

## Географія
Селище Бердянське знаходиться в балці Широка, на відстані 2,5 км від села Деревецьке. По селищу протікає пересихаючий струмок з загатою. Поруч проходить автомобільна дорога М14 (E58).

## Населення

### Мова
Розподіл населення за рідною мовою за даними перепису 2001 року:
| Мова            | Кількість | Відсоток |
| --------------- | --------- | -------- |
| українська      | 403       | 70.70%   |
| російська       | 154       | 27.01%   |
| вірменська      | 7         | 1.23%    |
| румунська       | 4         | 0.70%    |
| білоруська      | 1         | 0.18%    |
| інші/не вказали | 1         | 0.18%    |
| Усього          | 570       | 100%     |

## Економіка
- Молочно-товарна ферма.